# Leyte
Leyte es un municipio filipino situado en la provincia de Leyte. Según el censo de 2010 tiene 37.505 habitantes.

## Barangayes
Leyte se divide administrativamente en 30 barangayes
| - Bachao - Baco - Bagaba-o - Basud - Belén - Burabod - Calaguise - Consuegra - Culasi - Danus - Elizabeth - Kawayan - Libas - Maanda - Macupa | - Mataloto - Palarao - Palid I (Ilawod) - Palid II (Iraya) - Parasan - Población - Salog - Sambulawan - Tag-abaca - Tapol - Tigbawan - Tinocdugan - Toctoc - Ugbon - Wague |